# Maykel Montiel
Maykel Montiel (27 gennaio 1990) è un calciatore nicaraguense, centrocampista dell'UNAN.

## Carriera

### Club
Ha sempre giocato nel campionato nicaraguense.

### Nazionale
Ha debuttato in Nazionale nel 2016 ed è stato successivamente convocato per la Gold Cup.